# Музей предпринимателей, меценатов и благотворителей
Музей предпринимателей, меценатов и благотворителей — негосударственный музей и исследовательский, учебный и просветительский центр по истории российского предпринимательства, меценатства и благотворительности. Основан в 1991 году в Москве при активном участии потомков предпринимателей дореволюционной России: Морозовых, Рябушинских, Прохоровых и других.

## История музея
Музей расположен по адресу Донская улица, 9 в здании конца XIX века, в котором до революции размещалось Якиманское 6-е начальное училище для девочек, построенное известным московским предпринимателем и благотворителем, купцом первой гильдии Иваном Григорьевичем Простяковым (1843—1915). После 1917 года в доме находились коммунальные квартиры, в которых жили в том числе и потомки Простякова. Затем в здании размещались столовая Международной организации помощи голодающим, народная библиотека, музей Октябрьского района Москвы, а в 1991 году за счёт частной инициативы и добровольных пожертвований был создан музей предпринимателей, меценатов и благотворителей.
Музей создавался историками-энтузиастами под руководством москвоведа Льва Николаевича Краснопевцева, ставшего впоследствии главным хранителем музея. Широкую поддержку музею оказали потомки многих известных московских предпринимателей — Алексеевых-Станиславских, Армандов, Бахрушиных, Гучковых, Зиминых, Каверина, Мамонтовых, Сафонова, Сытиных, Третьяковых, Шелапутиных, Шехтеля и многих других.
Открытие музея состоялось 20 мая 1992 года. 10 июня 1992 года музей был зарегистрирован Управлением юстиции города Москвы как общественное объединение. Первым директором музея стала Елена Владиславовна Веткова.
До середины 2010-х годов вход в музей был бесплатным, однако по причине отсутствия средств на содержание музея, было принято решение брать с посетителей входную плату.
В 2015 году долг по арендной плате перед Москомимуществом и коммунальным платежам поставил музей на грань закрытия. Тогда директор музея Елена Калмыкова обратилась к общественности с просьбой о помощи и музей удалось спасти. Большую часть долга погасил фонд Дмитрия Зимина «Московское время».
С 2018 года музей осуществляет свою деятельность при поддержке Фонда развития созидательного предпринимательства «Дело во имя веры».

## Музей сегодня

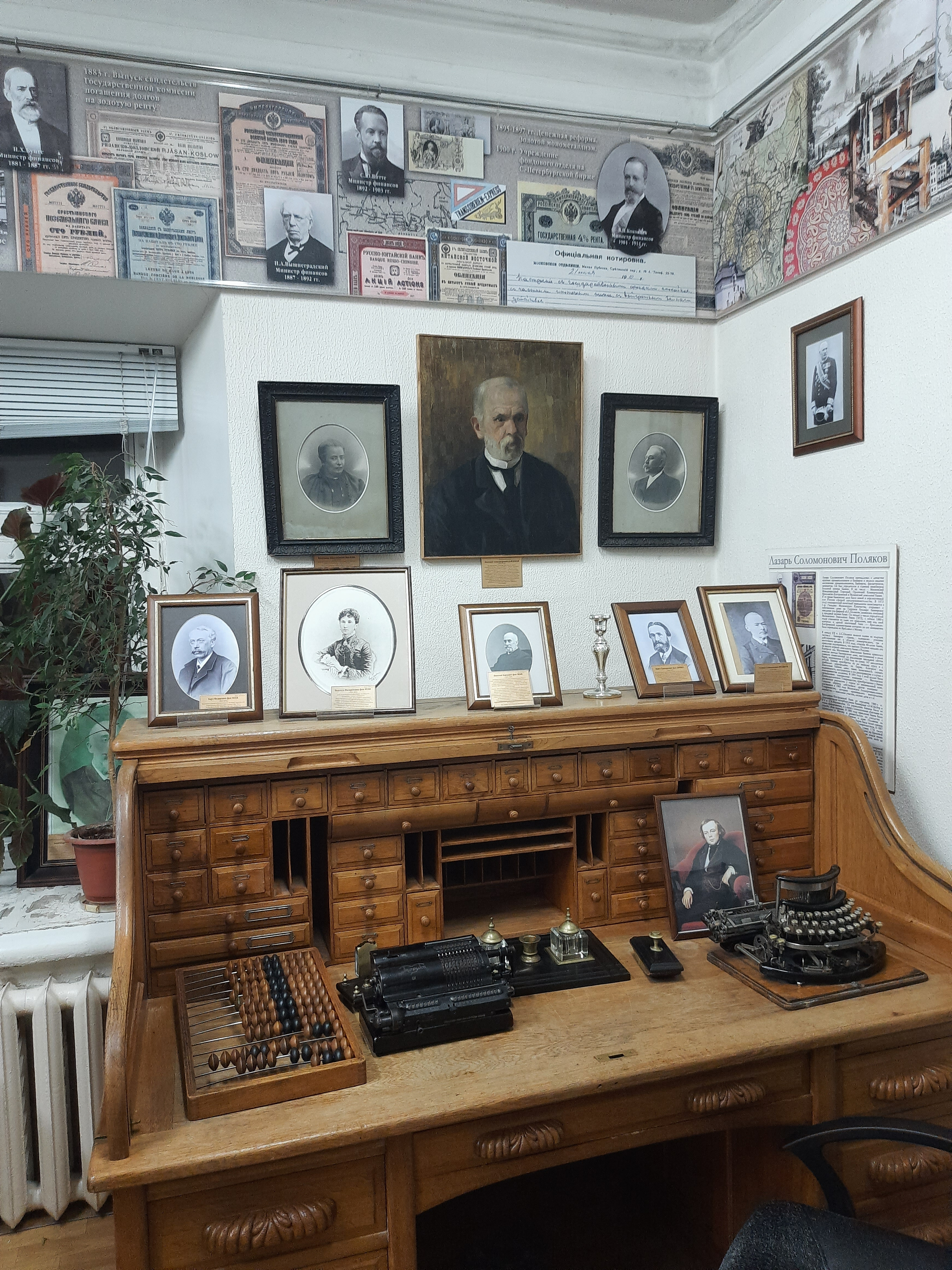
Фрагмент экспозиции музея. 2022

Миссия Музея — сохранять традиции дореволюционных российских предпринимателей, меценатов и благотворителей и вдохновлять на развитие культуры созидательного предпринимательства. Музей рассказывает о мировоззрении, образе жизни, качествах, стратегиях дореволюционных предпринимателей, их огромном вкладе в развитие России.
В фондах музея хранится более 2500 подлинных предметов: фотографий, портретов, документов, личных вещей, наград, являющихся памятниками деятельности создателей российской промышленности, торговли, финансовой системы. Музей располагает значительным объёмом (около 2500 единиц) копийных материалов, подлинники которых хранятся в семьях потомков купеческих семей и в частных коллекциях. Помимо музейного собрания формируется научная библиотека профильной литературы. В настоящее время её фонд насчитывает более 3000 единиц и является доступным для посетителей музея.
Основная экспозиция музея включает четыре зала: Зал быта; Зал воспитания и образования детей в XIX — начале XX века; Зал предпринимателей, меценатов и благотворителей конца XIX — начала XX века; Зал акционерного дела, финансового и фондового рынков России XIX — начале XX века. Посетить музей можно в составе организованной экскурсионной группы.
Музей участвует в акциях «Ночь музеев» и «Ночь искусств», проводит тематические экскурсии, лекции и встречи с участием потомков российских педпринимателей.

## Внешние видеофайлы
- Церковь и общество. Беседа с Н. С. Смирновой. Часть 1 // Телеканал «Союз». 2018. 15 апреля.
- Церковь и общество. Беседа с Н. С. Смирновой. Часть 2 // Телеканал «Союз». 2018. 22 апреля.
- Лев Николаевич Краснопевцев о фон Мекк. Музей Предпринимателей, меценатов и благотворителей // Радио «София»
- Клуб Chief Time и Музей предпринимателей, меценатов и благотворителей. // Chief Time. 2012. 10 апреля.
- Музей благих дел и славных имён. Фильм Марины Труш и Владимира Самородова